# Ralf Reppert
Ralf Reppert (* 25. Mai 1959 in Berlin) ist ein deutscher Politiker (CDU).
Reppert ist von Beruf Elektroinstallateur und selbständiger Techniker. Bei der Wahl zum Abgeordnetenhaus von Berlin 2001 wurde er zum ersten Nachrücker der CDU im Bezirk Neukölln gewählt. Durch Verzicht des Abgeordneten Reinhard Führer im November 2001 rückte Reppert in das Abgeordnetenhaus nach. Bei der Wahl 2006 kandidierte er erneut im Wahlkreis Neukölln 2, erreichte aber wieder nur die erste Nachrückerposition.